# Milkaut

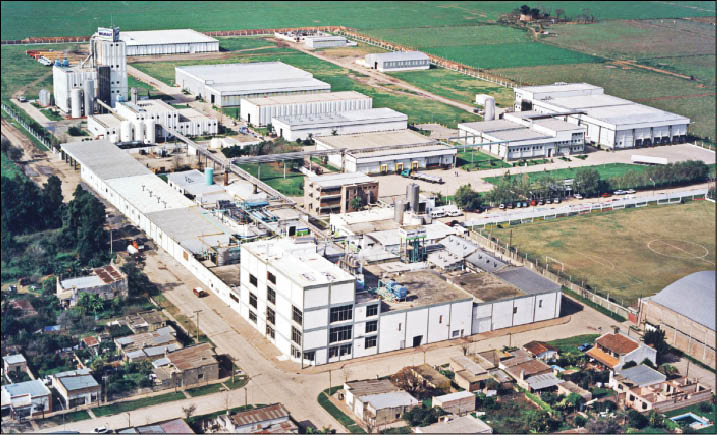
Fotografía de la Planta de Milkaut en la localidad de Franck

Milkaut es una empresa láctea argentina, presente en el rubro desde 1925. Desde 2011 es controlada por la compañía francesa Savencia (anteriormente conocida como Grupo Soprarind Bongrain).

## Historia
La historia de Milkaut se remonta al 9 de octubre de 1925 cuando se fundó Asociación Unión Tamberos (AUT) en Franck, provincia de Santa Fe. La asociación estaba conformada inicialmente por 29 productores lecheros que, guiados por el espíritu cooperativo, decidieron agruparse para defender el fruto de su trabajo. Desde su fundación, AUT mantuvo un destacable espíritu solidario con los productores lecheros. Justamente por este motivo es que desde sus inicios se alineó junto a varias entidades del movimiento cooperativo.
En 1926, el grupo de productores comienza a trabajar en la industrialización, al principio se dedicaron a separar crema de la leche, inaugurando en la localidad de Las Tunas la primera cremería. El producto resultante era enviado principalmente por ferrocarril a la ciudad de Santa Fe, donde era comercializada por una empresa privada. Rápidamente fueron sucediéndose otras dentro del departamento Las Colonias. 
En marzo de 1936 nació la marca comercial: Milkaut. A partir de allí, fueron multiplicándose las cremerías hasta llegar a 22 en 1953.
En 1953, se inscribió la cooperativa, formada por 700 productores.
En 1960 la empresa inauguró una nueva planta en la ciudad de Santa Fe y adquirió una planta quesera en Colonia Nueva.
En 1963 comenzó a edificar el actual complejo industrial en la localidad de Franck. En 1977 adquirió una planta de pasteurización en Resistencia, provincia del Chaco, para abastecer a todo el noreste argentino.
En agosto de 1993, Milkaut instaló la primera planta de WPC (Concentrado de Proteínas de Suero) de Argentina, la primera y hasta el momento única planta de elaboración de lactosa.
En 1995 inauguró una nueva planta industrializadora de Leche Larga Vida (UHT). Ese mismo año, con el fin de adecuarse al contexto nacional e internacional de la industria agroalimenticia, donde se tiende a la globalización de la producción y comercialización, Asociación Unión Tamberos Coop. Ltda. dio un paso muy importante: creó Milkaut S.A., adoptando un esquema que conjugaba a Asociación Unión Tamberos Coop. Ltda. para la faz de producción primaria (que conservaba el servicio de asistencia a sus asociados) y a Milkaut S.A. para la etapa industrial y comercial. Hacia fines de ese mismo año comenzó a funcionar una nueva planta elaboradora de Leche en Polvo como respuesta a la necesidad de canalizar el aumento de producción recibida de los asociados.
En 1997 inauguró una nueva planta elaboradora de Yogur en Franck, con la más moderna tecnología. Además en ese año se construye la planta de Leche Larga Vida (UHT) en San Luis y la Planta de Queso Rallado en Chamical, provincia de La Rioja.
En 1999, Milkaut puso en marcha una de las primeras plantas en el mundo (única en América) que produce Concentrado de Proteínas de Leche (MPC). También por esos años, la empresa se expande presentando por primera vez una segunda marca: Fransafé. Esta marca, también es utilizada para la venta de leches, cremas, dulce de leche y quesos. Al igual que Milkaut, el nombre Fransafé también es un acrónimo, en este caso de la localidad donde se encuentra la casa central: Franck, Santa Fe.

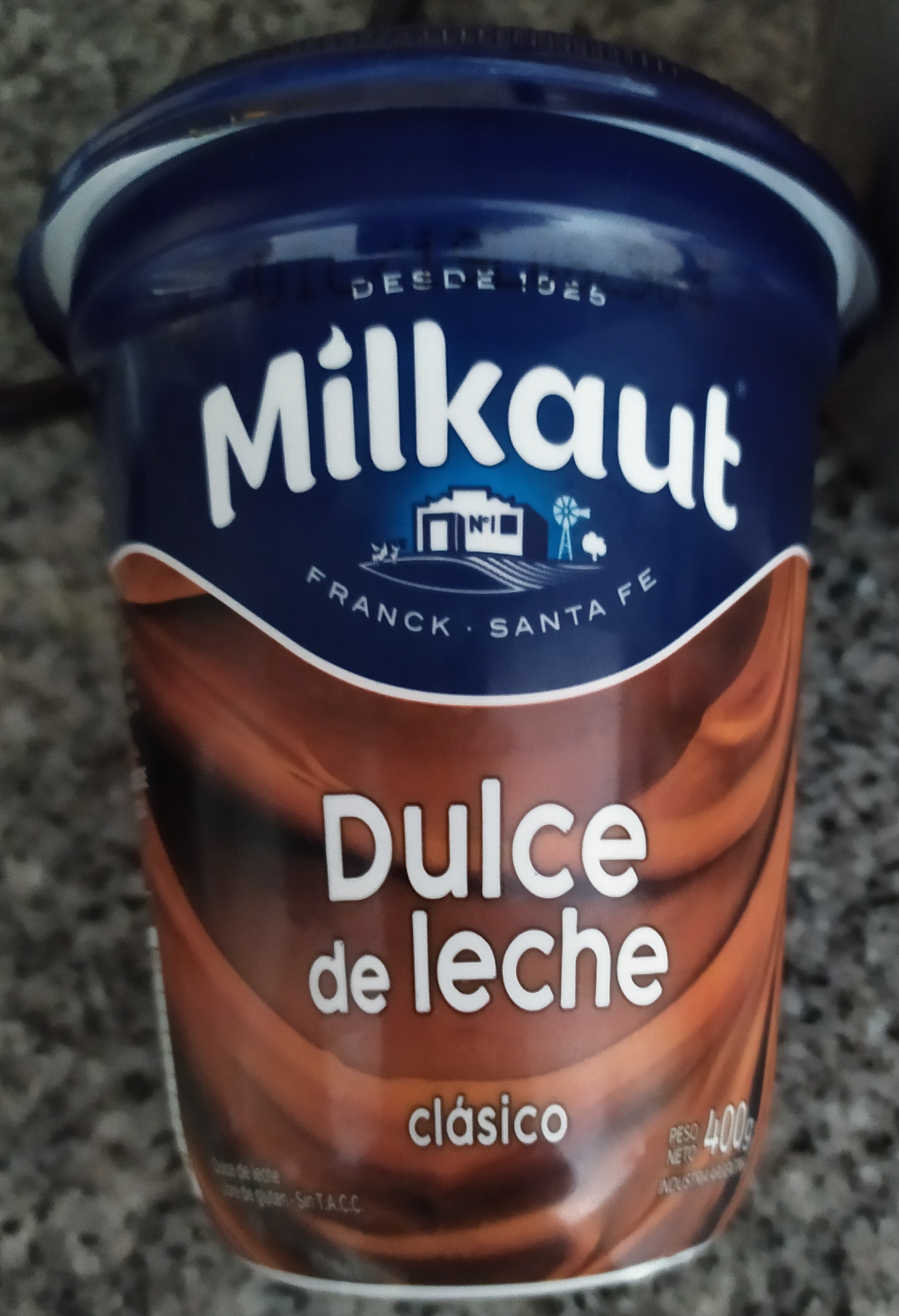
Dulce de leche fabricado por Milkaut

En 2013 la empresa sumó una nueva línea de producción, de queso Cheddar para McDonald's, que permitió la sustitución de importaciones por 10 millones de dólares anuales. Estos productos eran producidos anteriormente por Milkaut en Uruguay.

## Accionistas
A partir del 2000, se produce la apertura del paquete accionario de Milkaut S.A., incorporándose socios minoritarios.
En el 2006 se produce el ingreso del Groupe Soparind Bongrain como accionista minoritario, tras la adquisición del 23,8% del paquete accionario a la compañía chilena Vialat. Con la operación, Milkaut absorbió Cabaña y Estancia Santa Rosa S.A., y adquirió las marcas comerciales Santa Rosa, Bavaria y Adler. 
En febrero de 2011, el Groupe Soparind Bongrain compra la tenencia accionaria de AUT por un monto de 55 millones de dólares, y asume el control total de Milkaut S.A. Desde 2015, la empresa francesa controlante de Milkaut pasó a llamarse Savencia Fromage & Dairy.

## Patrocinios
- Atlético de Rafaela (1994-2000)
- Colón de Santa Fe (1998-1999)
- Unión de Santa Fe (1998-1999)